# 서일문화예술고등학교
서일문화예술고등학교(瑞逸文化藝術高等學校)는 대한민국 서울특별시 종로구 창신동에 위치한 사립 고등학교이고, 1966년 12월 8일, 배성여자상업전수학교로 첫 개교되었다.

## 학교 연혁
- 1966년 12월 8일 : 서울 배성여자상업전수학교 설립, 초대 교장은 이용곤[1] 박사
- 1970년 3월 14일 : 고등학교 학력 인정 지정 학교 인가(문교부)
- 1971년 12월 31일 : 학급 증설 인가 주야 각 학급 10학급
- 1974년 1월 5일 : 《학교법인 송계학원》을 설립인가
- 1982년 10월 7일 : 생활관(흥학당)을 준공
- 1983년 5월 18일 : 배성여자상업학교로 교명 변경
- 1984년 1월 30일 : 배성여자상업학교 폐교, 《학교법인 송계학원》과 《학교법인 세방학원》의 합병 조처[2] 및 서울 배성여자상업고등학교 1부(낮시간 - 주간학부)는 학년 당 7학급 인가.
- 1984년 10월 6일 : 서울 배성여자상업고등학교 2부(밤시간 - 야간학부)는 인가 학년 각 6학급
- 2000년 11월 20일 : 서일정보산업고등학교로 교명 변경
- 2012년 7월 30일 : 서울 교육청 지원형 특성화[3] 고등학교 신규 선정
- 2014년 3월 1일 : 서일국제경영고등학교 교명 변경
- 2014년 11월 1일 : 제15대 이화영 교장 취임
- 2016년 2월 18일 : 서일국제경영고등학교 제47회 졸업식[4] 132명 졸업
- 2020년 3월 1일 : 서일문화예술고등학교로 교명 변경
- 2021년 3월 2일 : 제16대 이은희 교장 취임
- 2022년 1월 11일 : 서일문화예술고등학교 제53회 졸업식 104명 졸업
- 2022년 3월 2일 : 서일문화예술고등학교 제57회 입학식 104명 입학

## 설치 학과
- 식음료 도제학과(2학년 진급 시 선발)
- 제빵 도제학과(3학년 진급 시 선발)
- 외식베이커리학과
- 뮤지컬연기학과

## 참고 자료
- 서일문화예술고등학교 - 한국교육학술정보원 학교알리미